# دينزل ويتاكر
دينزل ويتاكر (بالإنجليزية: Denzel Whitaker)‏ هو ممثل أمريكي، ولد في 15 يونيو 1990 بتوررانسي في الولايات المتحدة.

## أعمال

### أفلام
- (2001) يوم التدريب[4]
- (2006) الولد المشاكس[5]
- (2007) المناظرون العظماء
- (2009) الملازم السيئ ميناء الدعوة - نيو أورليانز[6]
- (2011) محارب
- (2018) النمر الأسود[7][8]

### مسلسلات
- الإخوة والأخوات

## وصلات خارجية
- دينزل ويتاكر على موقع IMDb (الإنجليزية)
- دينزل ويتاكر على موقع روتن توميتوز (الإنجليزية)
- دينزل ويتاكر على موقع ألو سيني (الفرنسية)
- دينزل ويتاكر على موقع أول موفي (الإنجليزية)
- دينزل ويتاكر على موقع قاعدة بيانات الفيلم (الإنجليزية)
- دينزل ويتاكر على موقع كينوبويسك (الروسية)